# HD 111232
HD 111232 é uma estrela anã amarela na constelação de Musca. Tem uma magnitude aparente de 7,61, o que significa que não é visível a olho nu. Com base em medições de paralaxe, está localizada a aproximadamente 94,5 anos-luz (29,0 parsecs) da Terra.
HD 111232 é uma estrela de classe G da sequência principal classificada com um tipo espectral de G8 V ou G5 V. Tem uma massa que equivale a 89% da massa solar e um raio de 92% do raio solar. Sua atmosfera emite 69% da luminosidade solar a uma temperatura efetiva de 5 460 K, o que lhe dá o brilho amarelado típico de estrelas de classe G. Tem uma metalicidade (a abundância de elementos que não são hidrogênio e hélio) baixa, com uma abundância de ferro equivalente a 37% da solar, e uma velocidade de rotação projetada de 1,2 km/s. Sua idade foi estimada em 6,6 bilhões de anos.
Em 2004, foi publicada a descoberta pelo método da velocidade radial de um planeta extrassolar orbitando HD 111232. Esse planeta é um gigante gasoso com uma massa mínima de 6,84 vezes a massa de Júpiter. Orbita a estrela a uma distância média de cerca de 2 UA com um período de 1 143 dias.
| Planeta | Massa           | Semieixo maior (UA) | Período orbital (dias) | Excentricidade |
| ------- | --------------- | ------------------- | ---------------------- | -------------- |
| b       | >6,84 ± 0,98 MJ | 1,97 ± 0,12         | 1 143 ± 14             | 0,20 ± 0,01    |